# Chazot
Pour les articles homonymes, voir Chazot (homonymie).
Chazot est une commune française située dans le département du Doubs, la région culturelle et historique de Franche-Comté et la région administrative Bourgogne-Franche-Comté.
Ses habitants sont appelés Les Chazots.

## Géographie
Le village est situé dans un bassin inférieur du plateau de Sancey qui collecte les eaux de pluie rassemblées par le ruisseau de Buhin qui, lors de fortes pluies, va se perdre dans le puits Fenoz situé au sud du village.

### Climat
Pour des articles plus généraux, voir Climat de la Bourgogne-Franche-Comté et Climat du Doubs.
En 2010, le climat de la commune est de type climat de montagne, selon une étude du Centre national de la recherche scientifique s'appuyant sur une série de données couvrant la période 1971-2000. En 2020, Météo-France publie une typologie des climats de la France métropolitaine dans laquelle la commune est dans une zone de transition entre le climat semi-continental et le climat de montagne et est dans la région climatique  Jura, caractérisée par une forte pluviométrie en toutes saisons (1 000 à 1 500 mm/an), des hivers rigoureux et un ensoleillement médiocre. 
Pour la période 1971-2000, la température annuelle moyenne est de 9,6 °C, avec une amplitude thermique annuelle de 17,1 °C. Le cumul annuel moyen de précipitations est de 1 348 mm, avec 13,5 jours de précipitations en janvier et 10,8 jours en juillet. Pour la période 1991-2020, la température moyenne annuelle observée sur la station météorologique de Météo-France la plus proche, « Sancey-le-grand », sur la commune de Sancey à 5 km à vol d'oiseau, est de 10,2 °C et le cumul annuel moyen de précipitations est de 1 161,7 mm. 
La température maximale relevée sur cette station est de 37,9 °C, atteinte le 24 juillet 2019 ; la température minimale est de −22 °C, atteinte le 20 décembre 2009,,. 
Les paramètres climatiques de la commune ont été estimés pour le milieu du siècle (2041-2070) selon différents scénarios d'émission de gaz à effet de serre à partir des nouvelles projections climatiques de référence DRIAS-2020. Ils sont consultables sur un site dédié publié par Météo-France en novembre 2022.

## Urbanisme

### Typologie
Au 1er janvier 2024, Chazot est catégorisée commune rurale à habitat dispersé, selon la nouvelle grille communale de densité à 7 niveaux définie par l'Insee en 2022.
Elle est située hors unité urbaine et hors attraction des villes,.

### Occupation des sols
L'occupation des sols de la commune, telle qu'elle ressort de la base de données européenne d’occupation biophysique des sols Corine Land Cover (CLC), est marquée par l'importance des territoires agricoles (64 % en 2018), une proportion identique à celle de 1990 (64 %). La répartition détaillée en 2018 est la suivante : 
prairies (47,8 %), forêts (30,3 %), zones agricoles hétérogènes (14,2 %), zones urbanisées (4,8 %), terres arables (2,1 %), milieux à végétation arbustive et/ou herbacée (0,8 %). L'évolution de l’occupation des sols de la commune et de ses infrastructures peut être observée sur les différentes représentations cartographiques du territoire : la carte de Cassini (XVIIIe siècle), la carte d'état-major (1820-1866) et les cartes ou photos aériennes de l'IGN pour la période actuelle (1950 à aujourd'hui).

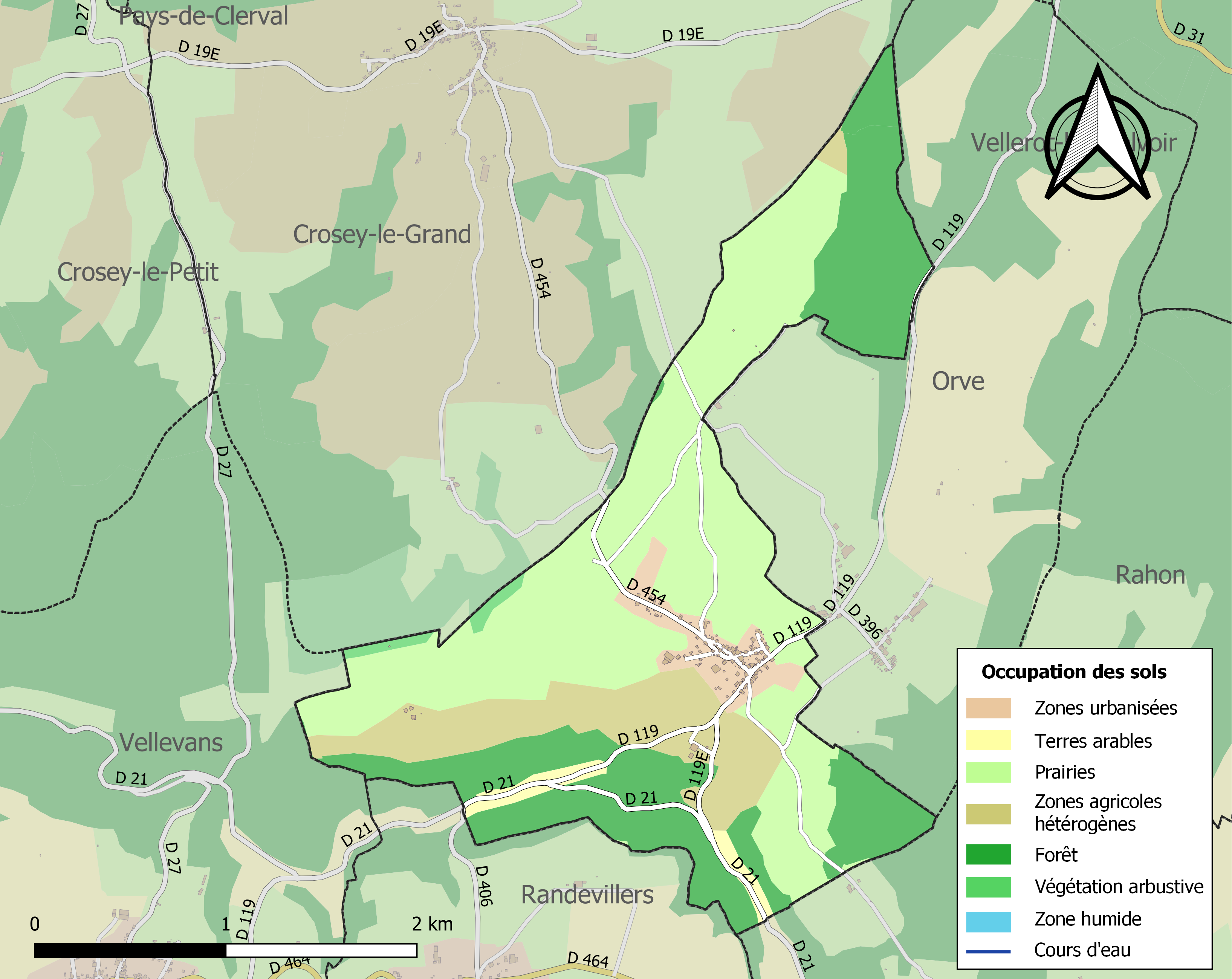
Carte des infrastructures et de l'occupation des sols de la commune en 2018 (CLC).

## Toponymie
Chasat en 1495, Chaisot en 1549.

## Politique et administration
| Période                                  | Période  | Identité         | Étiquette | Qualité              |
| ---------------------------------------- | -------- | ---------------- | --------- | -------------------- |
| mars 2001                                | 2014     | Bernard Chopard  |           |                      |
| mars 2014                                | mai 2020 | Bernard Gauthier | SE        | Agriculteur retraité |
| mai 2020                                 | En cours | Jérôme Boillin   |           | Artisan              |
| Les données manquantes sont à compléter. |          |                  |           |                      |

## Démographie
L'évolution du nombre d'habitants est connue à travers les recensements de la population effectués dans la commune depuis 1793. Pour les communes de moins de 10 000 habitants, une enquête de recensement portant sur toute la population est réalisée tous les cinq ans, les populations de référence des années intermédiaires étant quant à elles estimées par interpolation ou extrapolation. Pour la commune, le premier recensement exhaustif entrant dans le cadre du nouveau dispositif a été réalisé en 2008.

En 2022, la commune comptait 117 habitants, en évolution de −0,85 % par rapport à 2016 (Doubs : +1,88 %, France hors Mayotte : +2,11 %).
| 1793 | 1800 | 1806 | 1821 | 1831 | 1836 | 1841 | 1846 | 1851 |
| ---- | ---- | ---- | ---- | ---- | ---- | ---- | ---- | ---- |
| 233  | 247  | 247  | 240  | 245  | 270  | 240  | 261  | 254  |

| 1856 | 1861 | 1866 | 1872 | 1876 | 1881 | 1886 | 1891 | 1896 |
| ---- | ---- | ---- | ---- | ---- | ---- | ---- | ---- | ---- |
| 262  | 263  | 294  | 272  | 298  | 289  | 273  | 239  | 213  |

| 1901 | 1906 | 1911 | 1921 | 1926 | 1931 | 1936 | 1946 | 1954 |
| ---- | ---- | ---- | ---- | ---- | ---- | ---- | ---- | ---- |
| 199  | 206  | 187  | 190  | 191  | 196  | 195  | 195  | 201  |

| 1962 | 1968 | 1975 | 1982 | 1990 | 1999 | 2006 | 2008 | 2013 |
| ---- | ---- | ---- | ---- | ---- | ---- | ---- | ---- | ---- |
| 186  | 160  | 135  | 146  | 141  | 124  | 129  | 130  | 121  |

| 2018 | 2022 | - | - | - | - | - | - | - |
| ---- | ---- | - | - | - | - | - | - | - |
| 121  | 117  | - | - | - | - | - | - | - |

## Lieux et monuments
- L'église de la Nativité-de-Notre-Dame du XVIIIe siècle comprenant un maître-autel, des autels latéraux et une chaire à prêcher en bois polychrome recensés dans la base Palissy[22],[23],[24],[25].
- La chapelle Notre-Dame
- Le puits Fenoz : gouffre situé au sud du village, il absorbe, lors de fortes pluies, les eaux du ruisseau de Buhin qui collecte les eaux des ruisseaux du vallon de Sancey. Si la crue devient importante, le puits s’engorge et le niveau de l’eau peut inonder la dépression karstique de Chazot-Orve[26].

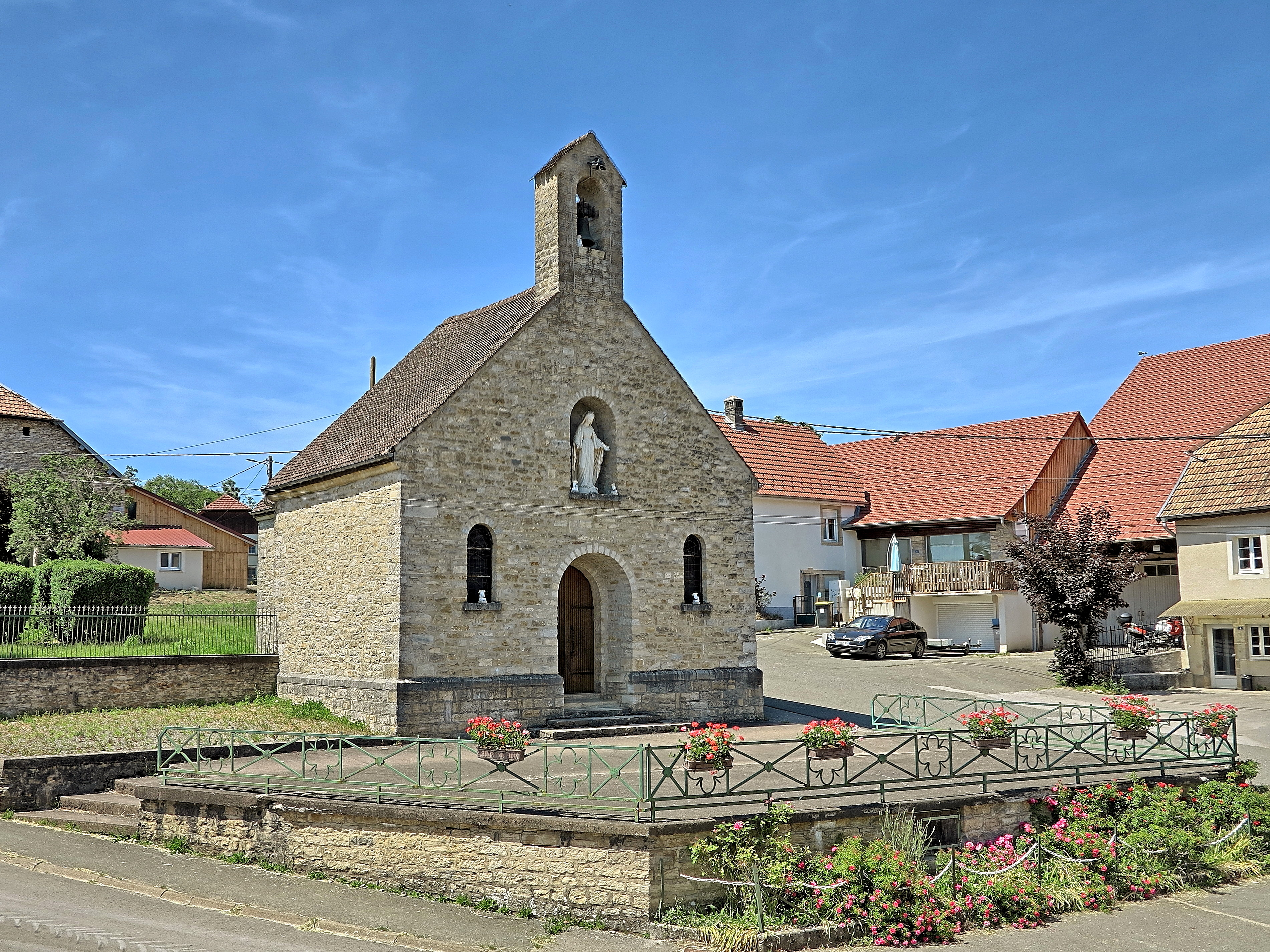
La chapelle Notre-Dame.
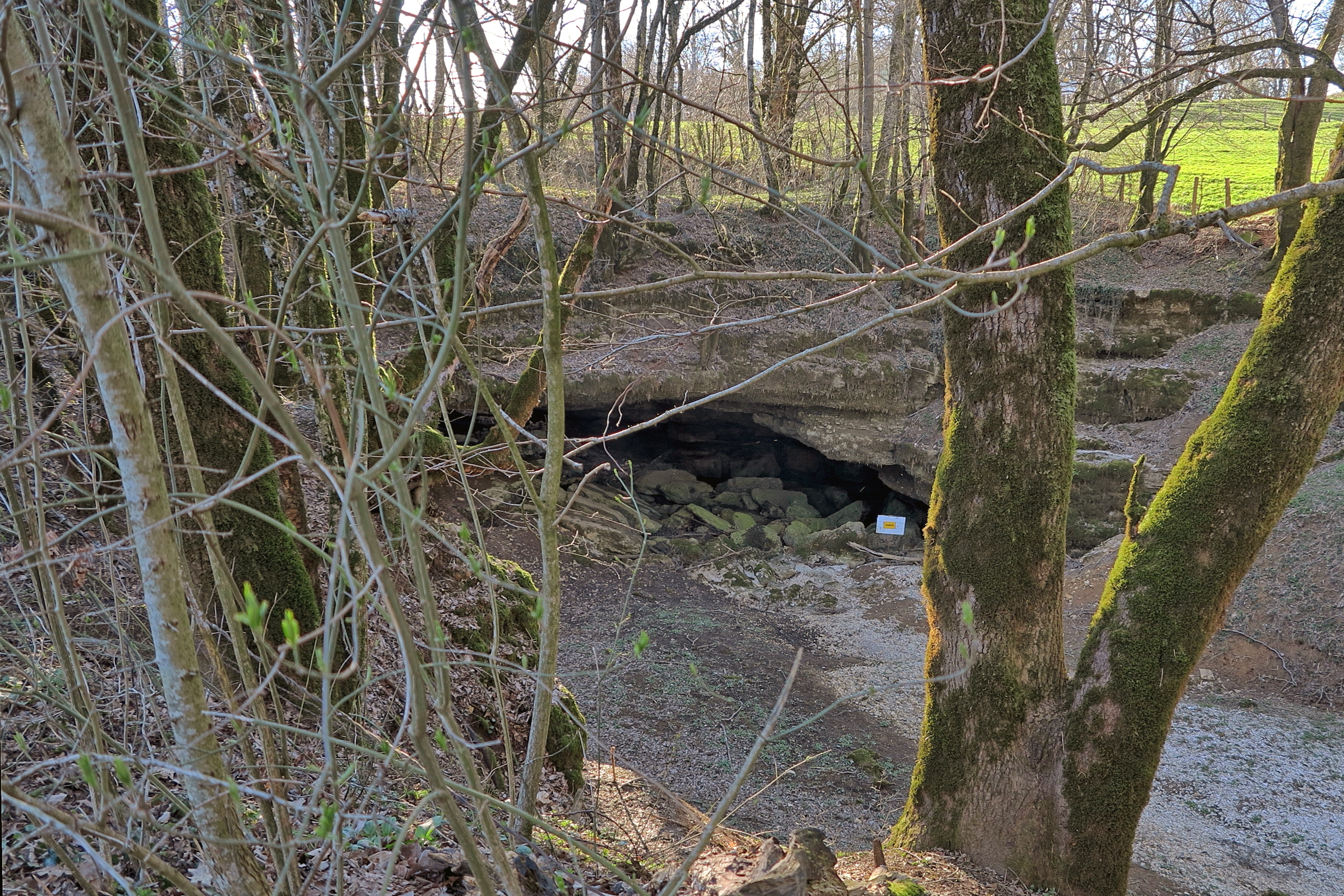
Le puits Fenoz.

## Personnalités liées à la commune
- Francis Mourey : cycliste.
- Pierre-François Boncerf est né le 19 septembre 1745 à Chazot, fils de Didier Boncerf et de Catherine Simonin[27]. Il est reçu avocat au Parlement de Besançon, en 1770. Probablement recommandé par l'intendant de la province de Franche-Comté, il entre en 1774, en même temps que Dupont de Nemours, au contrôle général des finances de Turgot, comme premier commis. Tous trois sont des physiocrates convaincus.

Début 1776, à Londres, Pierre-François Boncerf publie, sous le pseudonyme de Francaleu, Les inconvénients des droits féodaux, où il propose un rachat des droits féodaux avec indemnité aux propriétaires (thèse qu'il développera en 1789). L'ouvrage fut condamné à être brûlé. Après la chute de Turgot, il se retire en Basse-Normandie et adresse en 1786 un mémoire sur le dessèchement des marais de la vallée d’Auge grâce auquel il devient membre de la Société d’Agriculture de Paris et à ce titre devint secrétaire du duc d'Orléans jusqu'à la Révolution. Ses idées adoptées par la Révolution lui procurèrent une réputation de patriotisme qui le fit nommer officier municipal de Paris. Personnage rigide, jalousé, on mit en avant pour le perdre, son ancienne liaison avec le duc d'Orléans. Il échappe d’une voix à la guillotine. Il décède début 1794 à Paris.